# Van-Hulssen-Inseln
Die Van-Hulssen-Inseln sind eine Gruppe von rund zehn Inseln vor der Mawson-Küste des ostantarktischen Mac-Robertson-Lands. Sie liegen 2,5 km nördlich von Pila Island.
Norwegische Kartographen, die sie als Ytterskjera (norwegisch für Äußere Schären) benannten, kartierten sie anhand von Luftaufnahmen der Lars-Christensen-Expedition 1936/37. Wissenschaftler der Australian National Antarctic Research Expeditions kartierten sie zwischen 1954 und 1962 erneut. Sie benannten sie nach der größten der Inseln. Deren Namensgeber ist Frits Adriaan Van Hulssen (1924–2016), niederländischer Verantwortlicher für den Funkverkehr auf der Mawson-Station im Jahr 1955.